# بيقلعه (مقاطعة كلاردشت)
بيقلعه (بالفارسية: پی‌قلعه) هي قرية تقع في قسم كلاردشت الشرقي الريفي (مقاطعة كلاردشت) في إيران. يقدر عدد سكانها بـ 315 نسمة .